# Olesya Krasnomovets
Olesya Krasnomovets-Forsheva (Nizhny Tagil, 8 de julho de 1979) é uma ex-velocista russa especialista nos 400 m rasos, campeã mundial no revezamento 4x400 metros. Ganhou a medalha de ouro no Campeonato Mundial de Atletismo de 2005 em Paris com Yuliya Pechonkina, Natalya Antyukh e Svetlana Pospelova.
Integrou o 4x400 m russo que conquistou a medalha de prata olímpica em Atenas 2004. Também tem três medalhas de ouro, em revezamento e individual nos 400 metros, no Campeonato Mundial de Atletismo em Pista Coberta.